# Kirche von Forshem

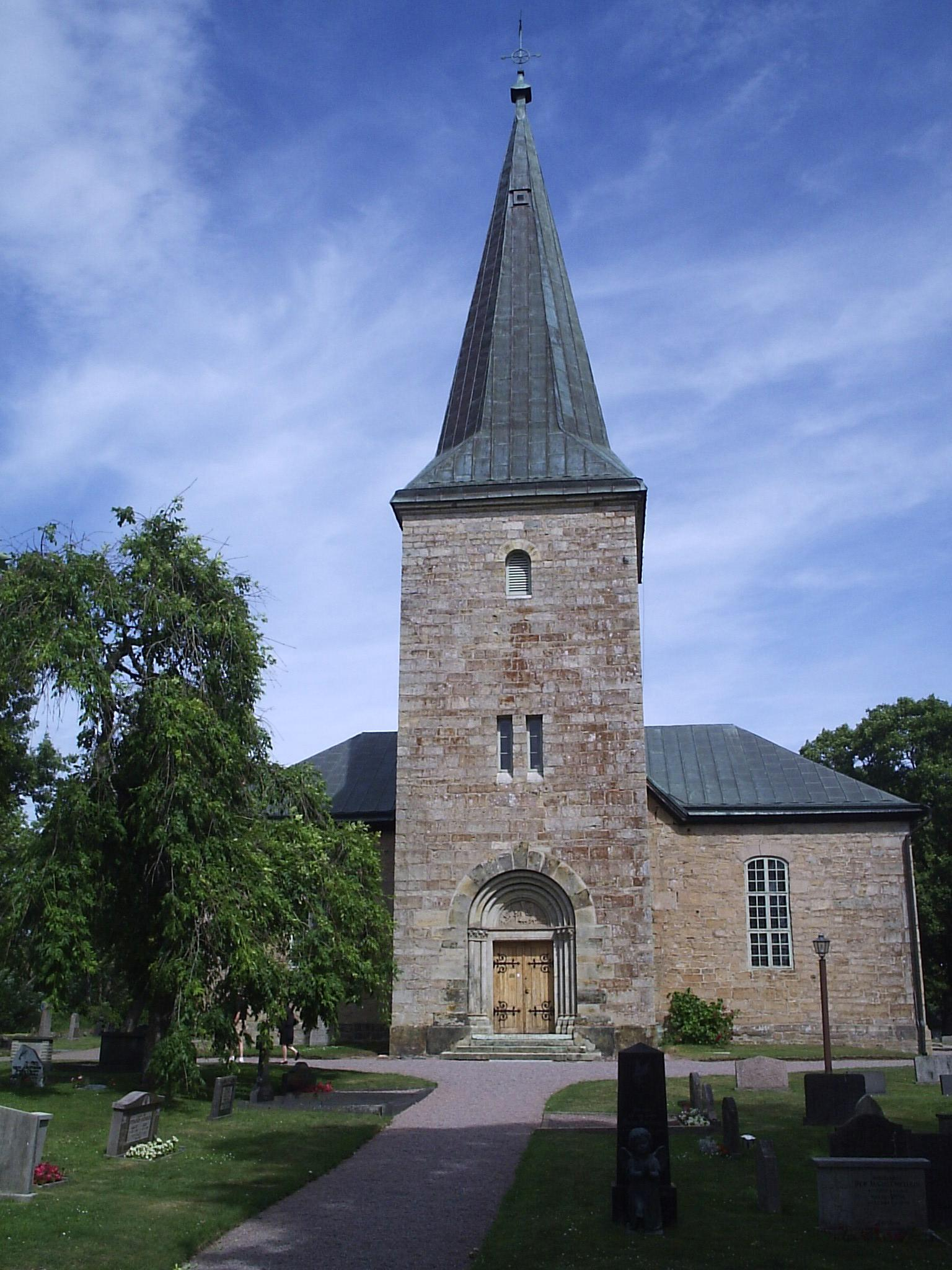
Kirche von Forshem

Die Kirche von Forshem liegt in der schwedischen Gemeinde Götene etwa 27 Kilometer südwestlich der Stadt Mariestad.

## Geschichte

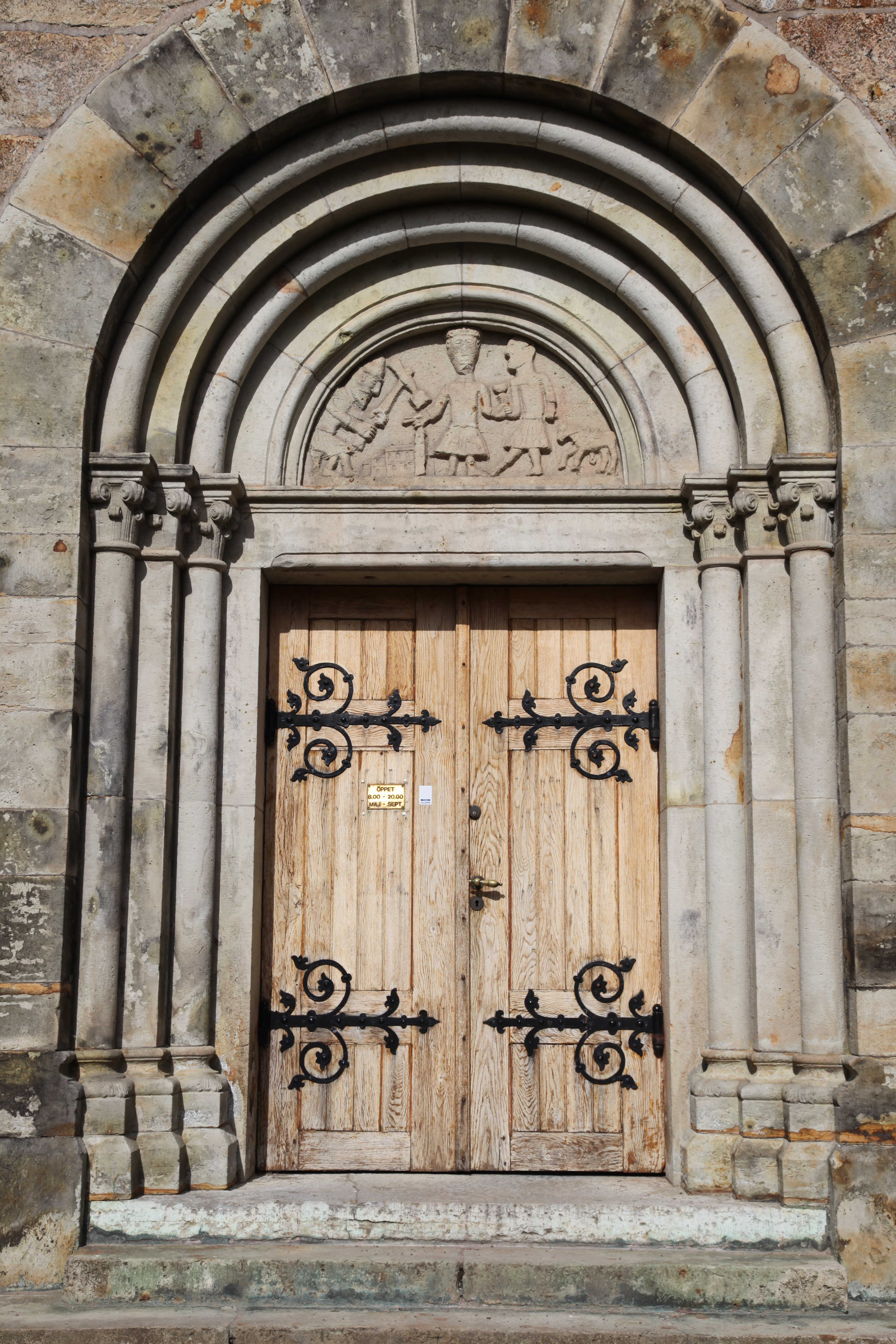
Das Südportal mit dem romanischen Steinrelief

Die romanische Steinkirche wurde in der Mitte des 12. Jahrhunderts gebaut. Im 13. Jahrhundert wurde der Chor erweitert und in den 1760er Jahren wurden zwei Kreuzarme angebaut.
Kulturhistorisch interessant ist die Kirche vor allem aufgrund der sechs Steinreliefs aus dem 12. Jahrhundert, die demselben Steinmetzmeister zugeschrieben werden, der die Reliefs des Doms zu Skara geschaffen hat.
Bei Restaurierungsarbeiten wurden 1929 Wandmalereien aus dem 17. Jahrhundert entdeckt, die mit Kalkfarbe überdeckt waren.

## Architektur

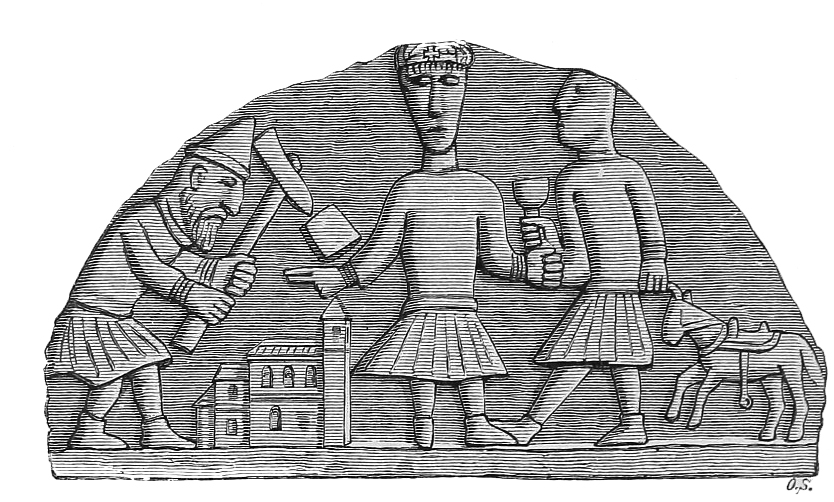
Zeichnerisches Abbild des Tympanon

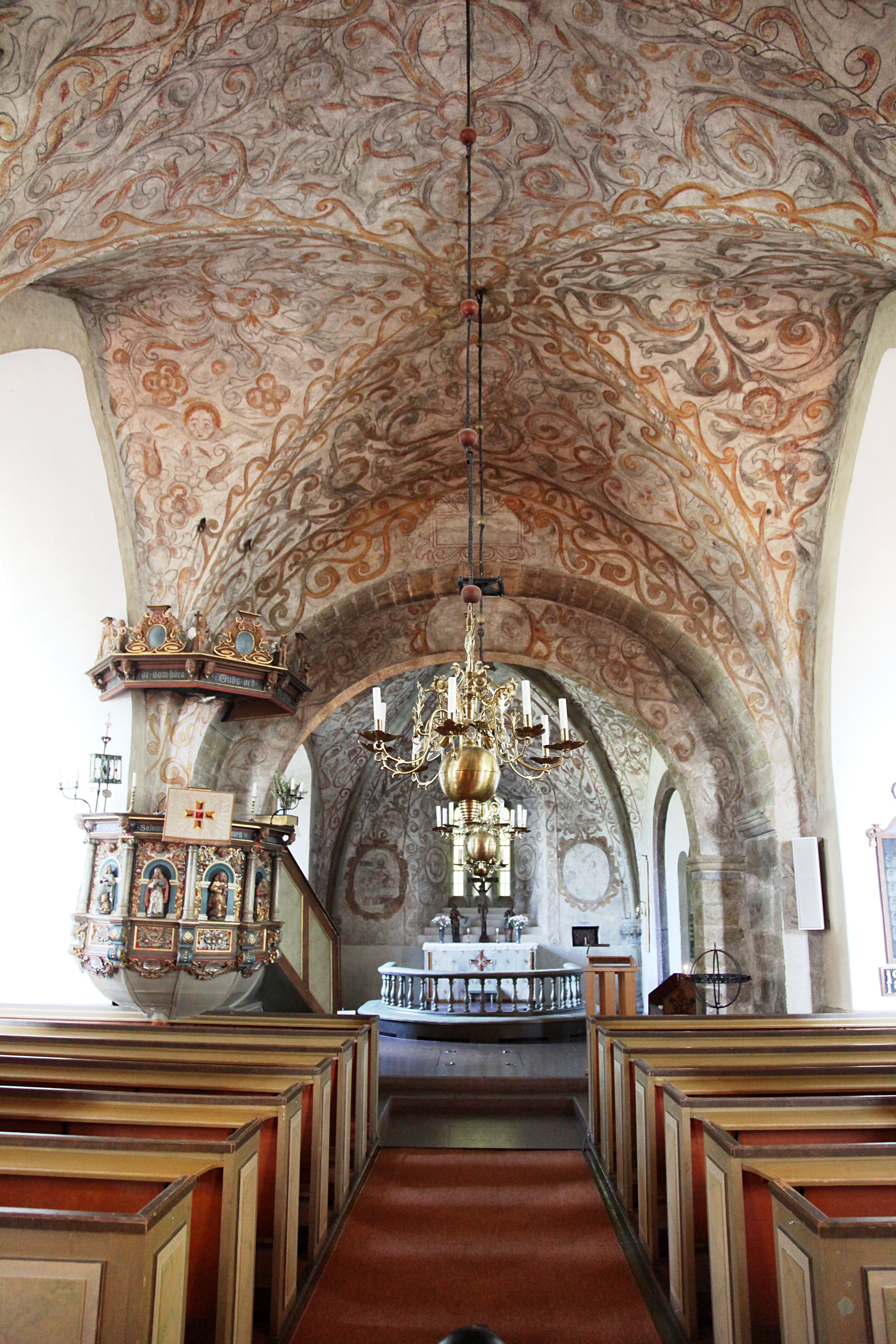
Das Kirchenschiff 2009

Das romanische Tympanon über dem Eingang, der sich am Fuß des Kirchturms befindet, stammt aus der Bauzeit der Kirche. Das Relief zeigt Jesus Christus in der Mitte, zu seiner Linken (vom Betrachter aus rechts) ist der Stifter als Edelmann, möglicherweise als Kreuzfahrer abgebildet, zu seiner Rechten sieht man den Steinmetz. Keiner der beiden ist namentlich benannt.
Das Tympanon des inneren Portals zum Querschiff zeigt die lateinische Inschrift: „ISTA ECCLESIA SIT IN HONORE DOMINI NOSTRI IHESU CHRISTI ET SANCTI SEPULCRI“ (Übersetzung: „Diese Kirche sei zur Ehre unseres Herrn Jesus Christus und des Heiligen Grabes [errichtet]“) Ein Relief zeigt Christus in der Mitte zwischen Petrus und Paulus. Darunter ist das lateinische Alphabet dargestellt. Das Runen-Alphabet existierte nach der Entstehung des Reliefs noch mehrere hundert Jahre lang neben dem lateinischen.
An der Stirnseite des südlichen Querschiffs sieht man eine Darstellung der Bekehrung des hl. Martin von Tours als Symbol der Barmherzigkeit; daneben ein Bildnis des hl. Nikolaus von Myra, der als Schutzpatron der Seeleute verehrt wurde, worauf ein kleines Schiff im Relief hinweist. Die Inschrift daneben bedeutet: „St. Nikolaus, bitte für uns vor dem Herrn.“ Ebenfalls im südlichen Querschiff findet sich links des Eingangs ein Malteser- oder Johanniterkreuz, das von einem Stifter des 12. Jahrhunderts stammen könnte. Dieser in Schweden sehr seltene Kreuztyp findet sich ebenfalls an der St.-Helena-Kapelle am Heiligen Grab in Jerusalem.
Zwei Reliefs am nördlichen Querschiff und dem Kirchenportal stellen Szenen aus der Passionsgeschichte dar:
- Kreuzigung und Kreuzabnahme, bei der Josef von Arimathäa den Leib Christi umarmt (Mt 27,57-60 EU; Mk 15,43-46 EU; Lk 23,50-54 EU; Joh 19,38-42 EU);
- Christus im Grabe. Christus verkündet das Heil den Seelen in der Unterwelt (1 Petr 3,19 EU).

Eine weitere Darstellung zeigt die „Marien am Grabe“, eine Szene am Ostermorgen, in der die drei Frauen kommen und das Grab leer finden – mit Ausnahme eines Engels in weißen Gewändern. Rundum liegen die Soldaten, ohnmächtig „als wären sie tot“. Christus erhebt sich auf der rechten Seite aus der Szene als ein Symbol der Auferstehung.

## Ausstattung
Das Taufbecken ist eine Nachbildung des romanischen Originals aus dem 12. Jahrhundert.
Im Chor befinden sich Brautbänke aus dem 17. Jahrhundert.

## Umgebung
In der Nähe der Kirche liegen ein Pfarrhof aus dem 18. Jahrhundert und eines der ältesten Wirtshäuser Schwedens, Forshems gästgivargård aus dem Jahr 1564.